# Jean Charles Marguerite Guillaume de Grimaud
Pour les articles homonymes, voir Grimaud.
Jean-Charles-Marguerite-Guillaume de Grimaud est un médecin français, né le 15 avril 1752 à Nantes et mort dans cette ville le 5 août 1789. 

## Biographie
Fils de Jean Louis de Grimaud, négociant, et Françoise Jeanne Praud, il fait ses études médicales à Montpellier, où il est le disciple, l’ami et le protégé de Paul-Joseph Barthez. Dès qu’il est reçu docteur, en 1776, Grimaud vient à Paris perfectionner ses études.
Il est de retour à Montpellier depuis plusieurs années, lorsque, sur la demande de Barthez, il est nommé, en 1781, professeur adjoint et survivancier de ce professeur. Les vives réclamations de la Faculté, contre une nomination qui brisait l’institution du concours, ne réussirent point à la faire révoquer. Du reste, si l’on pouvait appeler illégale la faveur faite à Grimaud, on était forcé de reconnaître que l’homme en était digne. 
Grimaud entre en exercice par un cours de physiologie. Il ouvre ensuite un cours sur les fièvres. Au milieu des travaux que nécessitaient ses fonctions de professeur, il trouve le temps de composer un ouvrage considérable sur la nutrition, pour un concours ouvert par l’Académie de Saint-Pétersbourg. Mais l'excès de travail altère rapidement sa santé d’ailleurs délicate, et, avant 1789, il rentre à Nantes, où il meurt bientôt au milieu de sa famille.

## Œuvres
Les ouvrages de Grimaud sont : 
- Tentamen de irritabilitate (Montpellier, 1776, in-4°) ;
- Mémoires sur la nutrition (Montpellier, 1787, in-8°) ;
- Cours des fièvres (Montpellier, 1791, 3 vol. in-8°) ; Tome 1 Tome 2 Tome 3 Tome 4
- Cours complet de physiologie (Paris, 1818, 2 vol. in-8°), ouvrage posthume publié par Lanthois.